# Steve Sisolak
Stephen "Steve" Sisolak (Milwaukee, 26 dicembre 1953) è un politico e imprenditore statunitense, governatore del Nevada dal 2019 al 2023.

## Biografia
Sisolak è nato a Milwaukee, Wisconsin, il 26 dicembre 1953. È il figlio di Mary e Edward Frank Sisolak (1925-2004). Suo padre era un ingegnere progettista per la General Motors e sua madre lavorava in un minimarket.  È di origine slovacca e ceca.  Suo nonno, Vendelín Šisolák (1899-1959), era di Lakšárska Nová Ves.
Sisolak è cresciuto a Wauwatosa, Wisconsin, e si è diplomato alla Wauwatosa West High School nel 1972. Il suo primo lavoro è stato come caddie al Tripoli Country Club all'età di 13 anni. Era attivo nel consiglio studentesco e giocava a basket. Ha conseguito una laurea in economia aziendale presso l'Università del Wisconsin-Milwaukee nel 1974. Si è trasferito in Nevada poco dopo e ha conseguito un master in economia aziendale presso l'Università del Nevada - Las Vegas, nel 1978.

## Vita privata
Sisolak ha sposato Lori Ann "Dallas" Garland nel 1987, con la quale ha avuto due figlie. Garland ha chiesto il divorzio nel 2000. Sisolak ha cresciuto le figlie come padre single; entrambe  hanno frequentato le scuole superiori pubbliche di Las Vegas e l'Università del Nevada.
Poco dopo essere stato eletto governatore nel 2018, Sisolak ha annunciato il suo fidanzamento con Kathy Ong, originaria di Ely e sua fidanzata da cinque anni. Il 28 dicembre 2018, i due si sono sposati.